# Route européenne 311
Pour les articles homonymes, voir E311 (homonymie) et Route 311.
La route européenne 311 est une route reliant Bréda à Utrecht.